# 의소세자

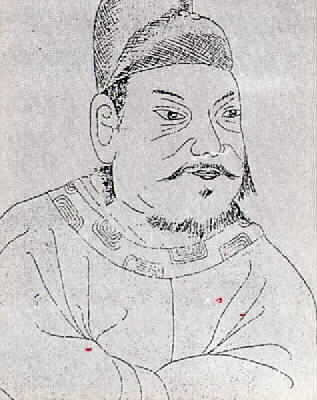
동복 아우 조선 정조 이산

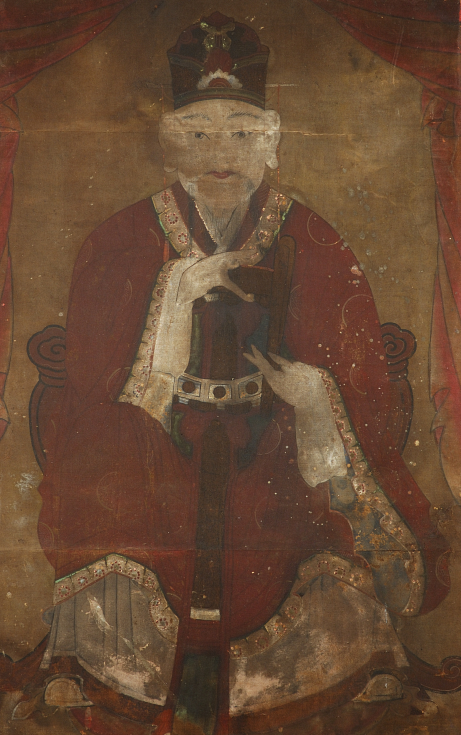
아버지 사도장헌세자 이선

의소세손(懿昭世孫, 1750년 9월 27일(음력 8월 27일) ~ 1752년 4월 17일(음력 3월 4일)) 또는 의소세자(懿昭世子)는 조선의 왕세손이자 추존 왕세자, 대한제국의 추존 황태자로 조선의 21대 왕인 영조(英祖)의 장손이자 장조(莊祖) 사도세자의 적장자로 헌경왕후(獻敬王后) 소생이다. 이름은 정(琔)이고, 시호는 의소(懿昭)이다. 조선 정조의 친형이자 은언군, 은신군, 은전군의 이복 형이다.
원손으로 태어나 사도세자와 갈등하던 영조는 그가 태어나자 크게 기대하여 바로 원손에 봉했고, 어느정도 성장하기도 전에 왕손사부를 직접 물색하였다. 1751년에 영조가 직접 왕세손에 책봉하였으나 이듬해에 병을 앓다 사망하였다. 영조는 성격 문제와 갈등, 정치적 대립 등으로 사도세자 대신 그에게 기대를 걸었지만, 그가 일찍 요절하여 오래 상심하였다.
사후 고종 때에 '의소세자'와 '의소태자'로 추존되었다.

## 생애

### 출생
1750년 9월 27일(영조 26년 음력 8월 27일) 영조(英祖)의 장손인 사도세자(思悼世子)와 홍봉한의 딸인 혜빈 홍씨(惠嬪 洪氏)의 적장자로 한성부 창경궁 내 경춘전(景春殿)에서 태어났다. 정조 이산은 그의 동복 친동생이 되고, 청연군주, 청선군주는 친 여동생이다. 은언군, 은신군, 은전군은 이복 서제가 된다. 그는 영조의 후손 중 첫 정실소생 적장자였다.
그가 태어나기 직전 영조의 셋째 서녀이자 그의 친고모인 화평옹주의 3년상이 끝났다. 그가 태어날 무렵 영조는 자신이 유독 아꼈는데 일찍 죽은 화평옹주의 삼년상이 끝나는 달에 의소세자가 태어난 점과, 영빈 이씨가 혜경궁 홍씨의 의소세자를 출산하는 것을 돕자 죽은 딸은 벌써 잊고 손자 태어난 것만 좋아하느냐고 아쉬워하기도 했다 한다.

### 영조의 기대와 최후
그가 태어나자 할아버지 영조는 그에게 큰 기대를 걸었다. 영조 자신이 가까운 친척이 없는 삼종의 혈맥이라는 점과, 첫째 아들 효장세자 사후 사도세자 외에는 다른 후손이 없었던 점, 서자에 방계라는 출신 콤플렉스를 가졌던 영조의 후손 중 정실에게서 얻은 첫 적장자라 영조는 어린 손자의 탄생에 크게 기대하였다. 영조는 후궁에게서도 아들을 원했지만 전부 딸이었다. 영조는 그가 태어나자마자 바로 원손으로 불린다. 사도세자의 첫 아들이자 영조에게도 첫 손자였으므로 영조는 그에 대한 기대가 남달랐다 한다. 바로 그의 태는 12월 25일 경상북도 영천군 영천면(현, 영주시) 괴정(槐亭) 동편 야산에 묻었다. 영조는 직접 그에게 학문을 가르칠 학자들을 물색하여 세손사부로 임명하였다.
1751년 4월 부스럼을 앓아 4월 12일 영조는 내의원 제조에게 숙직을 명하기도 했다. 부스럼 증세는 4월 28일에 나았다.
1751년 6월 6일(영조 27년 음력 5월 13일) 영조에 의해 왕세손에 책봉되었으나, 1752년 3월 4일 3살의 어린 나이로 통명전(通明殿)에서 갑작스럽게 훙서하였다. 1751년 11월의 현빈 조씨의 죽음에 이어 그의 죽음으로 영조는 깊이 상심하였다. 영조는 슬퍼하여 그의 제문을 친히 지어주었고, 그해 4월 12일에는 요절한 손자에게 의소라는 시호를 친히 내려주었다.
그 뒤 아버지 사도세자가 1899년(광무 2) 고종에 의해 장종(莊宗)으로 처음 추존되었을 때, 그해 9월 1일 의소세자(懿昭世子)로 격상되었고, 곧 1901년(광무 4) 10월 17일 장종이 장조의황제(莊祖懿皇帝)로 다시 추존되자, 의소태자(懿昭太子)로 역시 격상되었다.

### 사후
그가 죽던 해 태어난 친동생 정조 이산은 8년이 지나서 세손으로 책봉되었다.
훙서한 1752년 의소세손의 묘호(墓號)는 의소묘(懿昭墓), 묘호(廟號)는 의소묘(懿昭廟)였는데,  묘소는 고종 대에 원으로 승격되면서 의령원(懿寧園)으로 개호하였다. 묘호는 의소묘에서 영소묘(永昭廟)로 개칭되었다.
조카인 문효세자의 원인 효창원 앞에 자리하고 있다. 처음에는 경기도 양주군 안현산 남쪽 언덕 해좌 사향에 장사지냈다. 후에 다시 경기도 고양군 용강면 북아현리(현 서울특별시 서대문구 북아현동) 294번지로 후일 중앙여고 부지에 해좌사향(亥坐巳向)에 안장되었다가, 후일 1949년 6월 7일 경기도 고양군 원당면 원당리 산37-1번지(현 고양시 덕양구 원당동 산37-1) 서삼릉 경내 문효세자묘 뒤편으로 이장되었다. 처음 그의 묘가 묻혔던 2호선 아현역 1번출구 주변 북아현3동 파출소 앞 오른쪽 골목과 중앙여중고 정문 옆의 오른쪽 담장에는 의령원터 표석이 세워져 있다.
한편 그의 태실은 2008년 6월 15일 영주문화유산보존회에서는 "의소세손 이정의 태실(胎室)과 동계구곡(東溪九谷) 답사" 행사를 주최하고 행사를 진행하던 중, 영주시 고현동 산7번지에 소재한구릉 정상부분에서 그의 태실이 노출된 것을 발견하였다.

## 영조의 애도사
손자에게 큰 기대를 걸었던 영조는 특별히 추모사와 비문을 친히 지었다.
지극한 심정으로 잘 자라기를 바랐더니 색동옷 어루만지며 슬픔만을 싸서주고 이름을 높임에는 시호가 있는 법이니 보책을 내려 아름다움을 드러낸다. 이전(彛典)을 의식대로 준행하니, 남기고 간 자취가 이에 드러났다.
오직 너 세손아! 내가 너를 안았을 때 하늘이 이 나라를 도운 것으로 생각하였다. 상서로운 빛 별자리에 뻗치더니 이윽고 네가 태어났으며, 특이한 모습은 해와 달의 표상처럼 빼어났는데 더구나 적전(嫡傳)에 있어서랴? 오직 영특하고 온화한 모습은 자연히 제왕가(帝王家)의 귀상(貴象)이 있었고, 인후(仁厚)하고 자효(慈孝)한 성품은 어린 나이의 양지(良知)가 아님이 없었구나.
소저(小邸)의 명호를 정함에 이르러서는, 갑절이나 늙으막의 위로가 되었었다. 기질은 겨우 두 서너 살에 엄연히 덕기(德器)를 이루었고, 총명은 60여 자(字)의 예서(隷書)를 능히 분변하였다. 오래 침전(寢殿) 곁에 두고도 때로 자리가 비면 문득 허전하였고, 항상 밥상 곁에 앉아서 먹을 때마다 반드시 권하였는데 심지어는 공교로움을 싫어하고 투박함을 좋아했고 미쁘게도 검약을 품부하여 순박함이 터를 잡았었다. 지극한 사랑으로 어린이를 안고서 오직 열성조의 도우심에 감사하였고, 큰 책임 물려줄 곳이 있으니 거의 종사의 걱정이 없음을 다짐할 수 있었다. 무슨 일로 국운이 침체의 운수를 당하여, 내 손자를 죽게 하였더란 말인가?
처음에는 예사로운 질병으로 여겨 저절로 좋아지려니 했는데, 훌륭한 자질이 갑자기 거두어 마침내 아득한 곳으로 가버릴 줄 뉘 알았으리? 기왕에 탄생시키고서 왜 또 죽이는지 그 이치 알 수 없고, 비록 명은 하늘에 있다하나 사람에게도 달려 있으니 이 슬픔 끝이 없구나. 한갓 궐초(厥初)의 철명(哲命)만을 기대했는데, 영영 이후(貽後)의 유모(猷謨)를 저버렸구나.
삼전(三殿)께서는 슬하(膝下)를 잃은 슬픔을 안았으니 노경(老境)을 무엇으로 위로하며, 팔역(八域)에서는 눈을 씻고 기대했던 소망을 잃었으니 여정을 알 수 있구나. 그 모습 생각하면 아련하게 맑은 눈망울 보이는 듯한데 빈실(殯室)만이 고궁에 남았고, 자취를 더듬으며 더욱 노쇠한 이의 눈물 훔치는데 사적은 실록에 실리는구나. 진실로 시호를 내리고 이름을 남김이 아니라면, 무엇으로 사후(死後)를 꾸며 길이 전할 것인가? 아름다움[懿]은 바로 덕성을 안으로 쌓아 이미 정숙하고 순수하였으며, 밝음[昭]은 곧 의용이 밖으로 드러나 오직 공손하고 아름다웠구나.
널리 공론을 수렴하여 조금이나마 나의 슬픔을 풀었노라. 이에 신 의정부 우참찬 홍상한을 보내서 옥책을 받들고 시호를 의소(懿昭)라 내리노라. 강보에서 갑자기 떠나니 비록 오래 살지는 못했다 하더라도, 간책(簡冊)에 소상히 실리니 영원히 징신(徵信)은 될 수 있으리라. 다만 바라노니 밝은 혼령아, 거짓없는 이 교유를 받들지어다. 아! 슬프도다.

의소세손의 3년상을 탈상하고도 1756년 영조는 지금도 세손을 생각하면 눈물이 절로 나온다고 언급하기도 했다. 한편 그가 죽던 해 친동생 이산이 태어났지만 영조는 바로 원손, 세손에 책봉하지 않고, 책봉을 뒤로 미루었다.

## 가족 관계
왕가(王家 : 전주 이씨)
- 조부 : 제21대 영조대왕(英祖大王, 1694~1776)
- 조모 : 소유영빈 이씨(昭裕暎嬪 李氏, 1696~1764)
  - 아버지 : 추존 장조의황제(莊祖懿皇帝, 사도세자, 1735~1762)
- 외조부 : 영풍부원군 익정공 홍봉한(永豊府院君 翼靖公 洪鳳漢, 1713~1778)
- 외조모 : 한산부부인 한산 이씨(韓山府夫人 韓山 李氏, 1713~1755)[4]
  - 어머니 : 헌경의황후 홍씨(獻敬懿皇后 洪氏, 혜경궁, 1735~1815)
    - 동생 : 제22대 정조선황제(正祖宣皇帝, 1752~1800)
    - 제수 : 효의선황후 김씨(孝懿宣皇后 金氏, 1753~1821)
    - 제수 : 의빈 성씨(宜嬪 成氏, 1753~1786)
      - 조카 : 문효세자(文孝世子, 1782~1786) - 조졸
      - 조카 : 옹주(翁主, 1784~1784) - 조졸
      - 조카 : (1786) - 복중사망

    - 제수 : 수빈 박씨(綏嬪 朴氏, 1770~1822)
      - 조카 : 제23대 순조숙황제(純祖肅皇帝, 1790~1834)
      - 조카 : 숙선옹주(淑善翁主, 1793~1836)

    - 동생 : 청연공주(淸衍公主, 1754~1821)
    - 동생 : 청선공주(淸璿公主, 1756~1802)

## 같이 보기
| - 영조 - 사도세자 - 혜경궁 홍씨 - 정조 - 홍봉한 - 홍인한 - 효장세자 - 문효세자 | - 은언군 - 은신군 - 은전군 - 낙천군 - 순조 - 한중록 |